# Принц Айтел Фридрих (кораб, 1904)
Принц Айтел Фридрих (на немски: SS Prinz Eitel Friedrich) е германски океански пътнически лайнер. В годините на Първата световна война е използван като спомагателен крайцер. Потопява 11 съда на противника с общ тонаж 33 423 брт. Кръстен е в чест на пруския принц Вилхелм Айтел Фридрих Кристиан Карл. През 1915 г. е интерниран в САЩ, през април 1917 г. е преоборудван във войскови транспорт и преименуван на USS DeKalb. След войната се връща към гражданска служба с името Mount Clay. Предаден за скрап през 1934 г.

## Начало на кариерата
Океанският лайнер Prinz Eitel Friedrich е построен в щетинската корабостроителница AG Vulcan Stettin по поръчка на компанията Norddeutscher Lloyd през 1904 г. Първите 10 години служба на лайнера преминават в Далечния Изток. Началото на Първата световна война заварва лайнера в Шанхай. Скоро е получена заповед той да се насочи към немската колония Циндао за преоборудване в спомагателен крайцер.

## Служба

### Спомагателен крайцер
Пристигналият в Циндао съд спешно е преоборудван в спомагателен крайцер, поставяйки на него въоръжението, свалено от старите канонерските лодки Luchs и Tiger. Част от екипажите на канонерките също преминава на спомагателния крайцер, а за командир на кораба е назначен бившия командир на SMS Luchs корветен-капитан Макс Тирихенс.
На 5 август 1914 г. крайцерът напуска Циндао, с курс за събиране с германската източноазиатска крайцерска ескадра на граф фон Шпее. На 12 август крайцерът се присъединява към ескадрата до остров Паган.
На следващия ден, 13 август, Prinz Eitel Friedrich получава заповед за пристъпи към самостоятелен поход. Рейдерът поема курс на юг, към бреговете на Австралия.
За седем месеца рейдерство в Тихия океан и Южния Атлантик кораба потопява 11 съда на противника (преимуществено ветроходни) с общ тонаж 33 423 брт.
На 11 март 1915 г. рейдера, с повреда в машината и изпитващ остра липса на въглища и припаси, пристига в неутралното американско пристанище Нюпорт Нюз, където е интерниран от властите на САЩ.

#### Потопени и пленеи съдове
| Дата       | Съд            | Тип              | Държава на флага | Тонаж, брт | Съдба                                                         |
| ---------- | -------------- | ---------------- | ---------------- | ---------- | ------------------------------------------------------------- |
| 5.12.1914  | Charcas        | товарен кораб    | Великобритания   | 5067       | потопен                                                       |
| 11.12.1914 | Jean           | ветроходен кораб | Франция          | 2207       | оставен в качеството на въглищен кораб, потопен на 31.12.1914 |
| 12.12.1914 | Kidalton       | ветроход         | Великобритания   | 1784       | потопен                                                       |
| 26.1.1915  | Isabel Browne  | ветроход         | Русия            | 1315       | потопен                                                       |
| 27.1.1915  | Pierre Lott    | ветроход         | Франция          | 2196       | потопен                                                       |
| 27.1.1915  | William P Frye | ветроход         | САЩ              | 3374       | потопен                                                       |
| 28.1.1915  | Jacobsen       | ветроход         | Франция          | 2195       | потопен                                                       |
| 12.2.1915  | Invercoe       | ветроход         | Великобритания   | 1421       | потопен                                                       |
| 18.2.1915  | Mary Ada Short | ветроход         | Великобритания   | 3605       | потопен                                                       |
| 19.2.1915  | Floride        | товарен          | Франция          | 6629       | потопен                                                       |
| 20.2.1915  | Willerby       | товарен          | Великобритания   | 3630       | потопен                                                       |

### Войскови транспортDeKalb
На 6 април 1917 г. САЩ влизат в Първата световна война на страната на Антантата. Интернираният Prinz Eitel Friedrich, намиращ се под опеката на митническата служба на САЩ, е предаден от нея на американските ВМС. Параходът е преоборудван във войскови транспорт, с името USS DeKalb в чест на Йохан Калб – генералът от времето на Войната за независимост. На 2 май 1917 г. кораба е включен в състава на флота. Първият командир на транспорта е командир Джерарди (на английски: W. R. Gherardi).
На 14 юни 1917 г. USS DeKalb излиза в морето в състав на конвой, превозващ към Франция първите подразделения от Американските експедиционни сили. През следващите 18 месеца транспорта прави 11 такива рейса, доставяйки 11 334 военнослужещи.
След края на войната транспорта за осем рейса връща обратно в САЩ 20 332 военнослужещи.